# トリヤッチ
トリヤッチ（ロシア語: Тольятти, ラテン文字転写：Tolyatti, Togliatti）はロシア連邦サマラ州の都市。人口は68万4709人（2021年）。

## 概要
ヴォルガ川に臨み、クイビシェフ人造湖の南端に位置する。モスクワから南東に約1,000km、州都サマーラから北西に55km。
1737年にヴァシーリイ・タチシェフによって要塞が建設され、スタヴロポリと名づけられた。町は、北カフカースのスタヴロポリと区別して、スタヴロポリ・ナ・ヴォルゲ（「ヴォルガ川のスタヴロポリ」）と呼ばれた。
1950年代のクイビシェフダムの建設にともない、もとからあった町は水没し、新しい場所に町が移動された。1964年、同年に死去したイタリア共産党書記長パルミーロ・トリアッティを記念してトリヤッチに改称。
1966年には、イタリアのフィアット社の協力の下、ヴォルガ自動車工場（後のアフトヴァース）が設立された。アフトヴァースは現在ロシア最大の自動車メーカーであり、ラーダブランドで自動車の製造・販売を行っている。
ヴォルガ自動車工場に於ける物資横流しや横領から俗にトリヤッチ・マフィアと言われる犯罪組織の活動が活発で、マフィア同士の抗争や取締り当局・メディア関係者の暗殺が2000年代から断続して起きている。2007年10月31日にはバスの爆破テロが起き、8人が死亡、50人以上が負傷した。

## 姉妹都市
- ヴォルフスブルク（ドイツ）
- フリント（アメリカ合衆国、ミシガン州）
- カザンラク（ブルガリア）
- 洛陽市（中華人民共和国）
- ミンゲチェヴィル（アゼルバイジャン）
- コルマール（フランス）
- ナジカニジャ（ハンガリー）